# Actaletes neptuni
Actaletes neptuni är en urinsektsart som beskrevs av Giard 1889. Actaletes neptuni ingår i släktet Actaletes och familjen Actaletidae. Inga underarter finns listade i Catalogue of Life.